# North American A-36
De North American A-36 (North American Aviation model NA-97) was een variant van de P-51 Mustang ontworpen als duikbommenwerper en voor de aanval van doelwitten op de grond. Daarvoor was deze versie voorzien van hydraulisch bediende rechthoekige luchtremmen aan de boven- en onderzijde van de vleugels. Bij de USAAF werd de A-36 ook Mustang genoemd, maar bij North American werd de naam Apache gebruikt, om het te onderscheiden van de Mustang. De soldaten zelf noemden het ook wel de Invader. Het toestel werd in de Tweede Wereldoorlog ingezet in de strijd in Noord-Afrika, het Middellandse Zeegebied en Italië, en in het Verre Oosten in India en Burma.
De A-36 had dezelfde uiterlijke vorm en een gelijkaardige motor als de P-51A, maar voor de inzet als duikbommenwerper was de structuur versterkt en kreeg het toestel een nieuwe vleugel met de vier luchtremmen. Het kon tot 454 kg bommen onder de vleugel meenemen. Verder had de A-36 zes 12,7-mm machinegeweren aan boord. 
Het eerste exemplaar werd gebouwd in september 1942 en werd kort daarna gevolgd door de serieversie met de militaire aanduiding A-36A, waarvan de USAAF 500 exemplaren had besteld. De eerste inzet gebeurde in juni 1943 in Noord-Afrika bij de voorbereiding van Operatie Corkscrew, de invasie van het Italiaanse eiland Pantelleria. A-36s deden in 1943 en 1944 verder mee aan de veldtocht in Italië en aan Operatie Dragoon, en in India en Burma bij de 311th Fighter Bomber Group. Medio 1944 werden de A-36s vervangen door Curtiss P-40 Warhawks en Republic P-47 Thunderbolts.